# Droga krajowa B158 (Niemcy)
Droga federalna nr B158 (niem. Bundesstraße 158, B 158) – niemiecka droga krajowa z zachodu na północny wschód, przebiegająca z Berlina do Angermünde, gdzie krzyżuje się z drogami federalnymi B2 i B198. W okolicach Schiffmühle zaczyna się łącznik B158a w kierunku granicy z Polską koło Cedyni.
W czasach istnienia Niemieckiej Republiki Demokratycznej arteria kończyła się w miejscowości Hohenwutzen.